# Rıdvan Dilmen
Rıdvan Dilmen (Nazilli, 15 augustus 1962) is een voormalig voetballer uit Turkije. Hij was als professioneel voetballer onder andere werkzaam bij Fenerbahçe. Tegenwoordig is de Turk sportcommentator en columnist.

## Biografie
Rıdvan Dilmen is als vierde kind van Mehmet Lütfü Dilmen en Makbule Dilmen geboren in Nazilli, een district van de provincie Aydın. Voordat Rıdvan Dilmen zijn debuut maakte als professioneel voetballer was hij atleet. In zijn jeugdjaren voetbalde Dilmen graag op straat. Zijn idool was oud-Fenerbahçe voetballer Cemil Turan. Op zijn 12e leeftijd verloor Rıdvan zijn vader, het gezin werd mede-afhankelijk van Ridvan's broer Ercüment die op dat moment bij Denizlispor voetbalde.
Rond zijn 13/14e, werd hij in de straten van Nazilli ontdekt door Nazilli Sümerspor . Dat seizoen werd Sümerspor kampioen (in een amateurdivisie) zonder ook maar één wedstrijd te verliezen. Later ging Rıdvan Dilmen voetballen door Muğlaspor, dat hem bij Nazilli Sümerspor overnam voor 25 voetballen. Bij Muğlaspor kreeg hij de bijnaam Şeytan (Duivel). Zijn toenmalige trainer noemde hem zo omdat hij vond dat hij zo slim en sluw als de duivel was (= een Turkse gezegde). Overigens heeft Dilmen het zelf nooit leuk gevonden dat men hem Duivel noemde.
Bij Muğlaspor viel hij op door zijn fantastische spelinzicht en fenomenale passeerbewegingen. Op 19-jarige leeftijd verhuisde Dilmen naar Bolu om te voetballen voor Boluspor (destijds voetbalde Boluspor in de Süper Lig). Zijn eerste competitiewedstrijd bij Boluspor was gelijk tegen de club waar hij van droomde: Fenerbahçe. De wedstrijd eindigde in een 1-1 gelijkspel. Vele vooraanstaande sportjournalisten en columnisten schreven dat er een ster was geboren in Turkije. Men moest de volgende wedstrijd van Boluspor zeker bezichtigen, omdat daar een jong voetbalgenie genaamd Rıdvan Dilmen voetbalde. De eerstvolgende competitiewedstrijd van Boluspor was tegen Galatasaray SK. De wedstrijd eindigde 2-1 in het voordeel van de club uit Istanboel, waarbij het enige doelpunt van Boluspor werd gemaakt door Dilmen. Dezelfde avond werd jonge Rıdvan opgeroepen voor het Turks voetbalelftal.
Na twee jaar in Bolu te hebben gevoetbald, vertrok Rıdvan Dilmen naar Istanbul om te voetballen voor Sarıyer GK. Daar bleef hij vier jaar om daarna in 1987 zijn droom te verwezenlijken; Dilmen zou voortaan voetballen in het geel-blauwe shirt van Fenerbahçe. Hoogtepunt van zijn carrière was het seizoen 1988/89. Fenerbahçe, met spelers als Aykut Kocaman, Oğuz Çetin en Toni Schumacher, werd dat seizoen kampioen. De club scoorde 103 doelpunten in de competitie waarmee ze een nieuw record vestigden. Rıdvan Dilmen was een van de hoofdrolspelers dat seizoen: de Turk maakte 19 van die 103 doelpunten en hij gaf daarnaast 38 assists.
Vanaf het seizoen 1989/90 ging het echter bergafwaarts met Şeytan Rıdvan. Tijdens de wedstrijd tegen Trabzonspor kreeg hij een trap tegen zijn rechterbeen. Van de doktoren mocht hij 6 maanden niet voetballen, maar 4 operaties en 3 maanden later, probeerde Dilmen het toch. Tot 1991 ging alles goed. In 1991 in de wedstrijd tegen Galatasaray brak Dilmen zijn rechterschouder. Opnieuw werd gezegd dat hij 6 maanden niet mocht voetballen, maar opnieuw negeerde Dilmen alle adviezen. Gelijk in zijn eerste wedstrijd brak hij dan ook zijn rechterschouder op exact dezelfde plaats. Hierna is Dilmen nooit meer dezelfde geworden. Vele blessures kwelden hem, waardoor hij per seizoen maximaal 7 à 8 wedstrijden kon voetballen. In 1995 beëindigde hij dan ook zijn actieve loopbaan. Zijn afscheidswedstrijd speelde hij pas op 31 januari 1996.
Rıdvan Dilmen heeft 62 doelpunten (waarvan 32 voor Fenerbahçe) gemaakt in zijn voetbalcarrière. Verder is Dilmen 34-voudig international (5 doelpunten). In zijn carrière heeft Dilmen nog nooit een rode kaart gehad.
Na zijn voetbalcarrière is Dilmen doorgegaan in de voetbalbranche als trainer. Zo heeft hij onder andere Belediye Vanspor, Altay SK en Adanaspor getraind. Ook was hij vijf weken de trainer van Fenerbahçe (in 1999). Ondanks dat hij nog geen wedstrijd had verloren in de competitie nam Dilmen ontslag; hij kon de druk opgelegd door de media niet aan.
Tegenwoordig is Rıdvan Dilmen commentator en columnist.